# Kulpahar
Kulpahar (o Kul Pahar, Kulpehar) è una suddivisione dell'India, classificata come nagar panchayat, di 17.437 abitanti, situata nel distretto di Mahoba, nello stato federato dell'Uttar Pradesh. In base al numero di abitanti la città rientra nella classe IV (da 10.000 a 19.999 persone).

## Geografia fisica
La città è situata a 25° 19' 0 N e 79° 39' 0 E e ha un'altitudine di 192 m s.l.m..

## Società

### Evoluzione demografica
Al censimento del 2001 la popolazione di Kulpahar assommava a 17.437 persone, delle quali 9.108 maschi e 8.329 femmine. I bambini di età inferiore o uguale ai sei anni assommavano a 3.184, dei quali 1.681 maschi e 1.503 femmine. Infine, coloro che erano in grado di saper almeno leggere e scrivere erano 9.426, dei quali 5.893 maschi e 3.533 femmine.